# あなたに繋がれたい
『あなたに繋がれたい』（あなたにつながれたい）は、新條まゆによる同名コミックに掲載されたエピソードの一つ。

## あらすじ
週末の夜の高級ホテルに女子高生・南あゆ奈が訪ねてきた。今日はここで働いている兄の誕生日であり、突然現れて驚かせるために来たのである。
ホテルの華麗な空間、そこにいるカップルをみて、自分もいずれはこういう場所に恋人と一緒に行きたいという想いを募らせていた折に、見知らぬ男から急に最上階のスウィートホームに連れていかれてしまう。
実は大堂コーポレーションの影の実力者と評されるマネーロンダリングの若き第一人者、高野凌はある一大事業を成し遂げ、その褒美として処女の女性を貰う手筈だったが、偶然にも、その本来の女性とあゆ奈の特徴が一致してしまい、間違えて連れていかれた。
高野は「ガキにどういうサービスが出来るのか」と、あゆ奈を子供扱いし、このことにあゆ奈は憤慨して「自分がここにいるのは誤解」だという意思表示を含めて食って掛かるが、高野は唐突にあゆ奈にキスをする。
あまりのキスの激しさに、あゆ奈は興奮を感じ、抵抗できずにいた。高野がキスを辞めた途端に、糸が切れたように、あゆ奈は腰を抜かす。高野はあゆ奈の頬に手を寄せ「ガキ呼ばわりされるのが嫌なら、俺が女にしてやる」とあゆ奈の上着のセーターを脱がし、あゆ奈をブラジャー姿にする。あられもない姿にされながらも、あゆ奈は誤解だと言い張り抵抗をするが、あゆ奈に興味を持った高野は聞く耳を持たず、あゆ奈はブラジャーを外され、上にずらされてしまい、露出した左胸の乳首を吸われて、感じてしまう。
あゆ奈が感じやすい体質だと知ったことで更に興味をもった高野はあゆ奈を直立させながら徹底的に辱めて、その間にブーツを脱がして、パンツも脱がせるなど、あゆ奈を裸に近い状態にする。
あゆ奈は初めての体験と快感から力が出ず、どうするばいいかも分からずに成すがままにされ、そして高野に自分の性器を指で触られてよがってしまう。辛さから涙を流すあゆ奈を尻目に、この時に性器のきつさから、改めて処女だと悟った高野はこういった、「こんな綺麗な身体をなぜ男に抱かせなかった」。予想だにしない一言にあゆ奈は呆気にとられるが、次の瞬間に高野は遂にあゆ奈の処女を奪ってしまう。あゆ奈はあまりの気持ちよさに気絶をする。
翌日目が覚めたあゆ奈は、夢だったのかと疑うも、自分の部屋ではなく全裸でベッドで寝かされており、なにより身体に快感と処女喪失の感覚が残っていたことから現実だと認識する。
脱出を考えるが、高野に全裸にされて服装を全部隠されたことで、全裸では公衆に出られるわけがないことから断念。
とりあえずバスローブを羽織り、兄に電話をして心配をさせないようにしてベッドに寝ころみ、服を探す過程で知った高野の素性について考えていたが、自分を暴行したのに高野の魅力を思い出したことから顔を赤らめてしまい、動揺する。
まもなく高野は部屋に帰り、あゆ奈は帰してほしいと訴えるが、昨日の話をされたことで赤面して何も言えなくなってしまい高野のペースに飲み込まれてしまう、そして高野からプレゼントとしてピアスを渡され、高野の手でつけられる。
高野の沈着な態度に、次第にあゆ奈も冷静になり、改めて自分になぜこのようなことをしたのかを聞かれた高野は「汚したかった」と言い放つものの、あゆ奈はその言葉を清々しく受け入れて、バスローブを外され再度抱かれる。
高野は仕事に戻り、新たな用事を承諾、あゆ奈は無気力状態に陥り、なぜ自分はこうしているのだろうかを考えながらも高野を待っていた。帰ってきた高野と一緒に風呂に入り、自分の高野に対する恋心も自覚をしたが、兄からの電話を偶然聞いたことで、学校も休んでいる自分の立場を再認識して落ち込み、高野はそんなあゆ奈を陰から見ていた。
寝ていたあゆ奈は起き上がり、高野から服を返されていた、そして兄が部屋にきて、あゆ奈を連れ戻しに来た。あゆ奈は今までの関係が崩れてしまったことに涙を流してしまい、兄の心配をよそに崩れ落ちてしまう。
そしてあゆ奈は学校生活に戻るが、高野との毎日から色気を身に着けて、男子たちから熱い視線を向けられる。しかし、高野との生活に比べて、今の生活に魅力を感じないあゆ奈は茫然としてた。
そのままあゆ奈は帰ろうとするもの、そこには高野が待っており、自分に対するけじめとして帰らせ、改めて二人は恋人としての誓いをたててキスをした。

## 登場人物
南あゆ奈
主人公でありメインヒロイン。同名タイトルだけに単行本の表紙を高野と共に飾っている。容姿は『快感・フレーズ』の雪村愛音に酷似している。両親を早くに亡くして、それ以来兄に育ててもらっている。（作中の描写を見る限りは）胸は小さいが、女性に手慣れている高野をして「綺麗な身体」と評される。気の強いように見えて、非常に押しが弱く、最初の高野とのセックスで成すがままにされてしまう一因となってしまった。小さいころから自分を養っている兄のことを慕っているが、それでも家族（両親）がいなかった寂しさから愛情に飢えている一面があり、形はどうであれ、自分を認めてくれて目をかけてくれた高野のことも慕うようになり、その気になれば脱出が出来たにも関わらず、高野に尽くそうとした。高野いわく「感じやすい」とのことだが、実際の描写を見る限りは最初の愛撫で胸を吸われたさいには、比較的に冷静であり、激しい責めをされても、特別喘いでいたわけでもないなど、言うほどの反応は見せていなかった。
高野凌
もう一人の主人公。容姿は『快感・フレーズ』の大河内咲夜に酷似している。同名タイトルだけに単行本の表紙をあゆ奈と共に飾っている。マネーロンダリングに天賦の才を持っており、大堂コーポレーションの影の実力者と評され、裏社会で一目を置かれている存在。犯罪に手を染めている人間らしく、あゆ奈をレイプするなど自分自身も加害者としての一面がある。あゆ奈を愛撫しながら、片手で服を脱がせるなど器用であるが、あゆ奈が処女であることを信じていなかったり、感じやすいと評しながらも、実際にはそうでもなかったなど、女性に対してはどこか見る目がないところがあった。
あゆ奈の兄
あゆ奈との関係と経歴は論を辞さない。ホテルで働いており、あゆ奈に自分(兄)以外の保護者がいる描写はなく、あゆ奈自身も「早く両親を亡くしてからは兄が親代わり」と語っていることから、あゆ奈が小さい頃には既に就職していたようであり、年の離れた兄妹であることが示唆されている。ホテルの顧客である高野とも顔見知りであり、何の仕事をしているのか、そして華やかな女性関係の持ち主であることも知っているようであるが、あゆ奈と肉体関係を持ったかについて知っているかは不明。

## 書籍情報
- 2000年7月20日発売、ISBN 978-4-09-136364-0

表題作の本作の他に「カラダごと奪って」/「悪魔の仮面」/「痛い愛」の3作品を併録。